# Château d'Arroküll
Le château d'Arroküll (Schloß Arroküll en allemand, Aruküla mõis en estonien) est un château estonien situé dans le hameau d'Aruküla  appartenant à la commune de Koeru (autrefois St.-Maria-Magdalen) dans la province de Järva.

## Historique
Les terres appartiennent après la Réforme protestante aux Gesternberg, puis au comte Lennart Torstenson qui forme un domaine seigneurial et à ses descendants. Il passe au XVIIIe siècle à la famille von Lode et à la famille von Knorring et un petit manoir est bâti réaménagé après un incendie au début du XIXe siècle. Friedrich von Knorring (1773-1841) y vécut de 1812 à 1819. C'était un traducteur renommé de la littérature russe en allemand, à cette époque. Il traduisit notamment des comédies de Griboïedov. Son épouse, née Sophie Tieck (1775-1833), y écrivit plusieurs de ses œuvres et décrit le domaine dans Evremont. La famille von Toll l'achète en 1820. Le château actuel est construit en 1830 sous le règne de Nicolas Ier, par le comte Karl Wilhelm von Toll (1777-1842), héros des guerres contre Napoléon, mentionné par Tolstoï dans Guerre et Paix.
Le château rectangulaire d'une étage supérieur se présente avec un portique tétrastyle à la grecque à colonnes doriques en milieu de façade, surmonté par un fronton triangulaire. Il est tout à fait dans le goût néoclassique à la grecque mis en valeur par ce qu'on appelait alors le « style Empire » en Russie impériale et qui était fort prisé de l'aristocratie des villes, comme également de la noblesse à la campagne. Il ne déroge à aucun canon de ce style, tant dans les proportions que dans sa simplicité, mais ne présente aucune originalité. On retrouve en Russie impériale de tels modèles identiques, à l'époque, à des milliers d'exemplaires. À côté du château se trouve une chapelle néogothique construite dans la seconde moitié du XIXe siècle où sont enterrés les membres de la famille von Toll.
Le domaine est nationalisé en 1919, lorsque la noblesse foncière allemande de la Baltique est expropriée par la nouvelle république estonienne. La famille von Toll est donc expulsée, avec son dernier propriétaire, le baron Eugen von Toll.
Le château sert d'école primaire et secondaire depuis 1919.

### Source
- (et) Cet article est partiellement ou en totalité issu de l’article de Wikipédia en estonien intitulé « Aruküla mõis (Koeru) » (voir la liste des auteurs).